# Mecodina albodentata
Mecodina albodentata là một loài bướm đêm trong họ Erebidae.